# Primera Divisió 1999/00
Het seizoen 1999/00 was het zesde seizoen dat om het landskampioenschap van Andorra in het voetbal werd gestreden. De acht deelnemende clubs speelde tweemaal tegen elkaar, voor een totaal van veertien wedstrijden per club. Constel·lació Esportiva werd kampioen zonder puntverlies. Die ploeg zou later in 2000 (aan het begin van het volgende seizoen) uit de competitie worden verbannen wegens het overkopen van spelers van andere clubs en omdat ze de inkomsten van de UEFA Cup niet wilde delen.

## Teams en stadion

### Teams
Aan de Primera Divisió namen dit seizoen acht ploegen deel. Dit waren de ploegen die vorig seizoen in de top-acht waren geëindigd.
- Constel·lació Esportiva
- Principat

- Benito
- Sant Julià

- Inter Escaldes
- Sporting Escaldes

| Club                     | Plaats              | Parochie            |
| ------------------------ | ------------------- | ------------------- |
| CE Benito                | Sant Julià de Lòria | Sant Julià de Lòria |
| Constel·lació Esportiva  | Andorra la Vella    | Andorra la Vella    |
| FC Encamp                | Encamp              | Encamp              |
| Inter Club d'Escaldes    | Les Escaldes        | Escaldes-Engordany  |
| CE Principat             | Andorra la Vella    | Andorra la Vella    |
| UE Sant Julià            | Sant Julià de Lòria | Sant Julià de Lòria |
| FC Santa Coloma          | Santa Coloma        | Andorra la Vella    |
| Sporting Club d'Escaldes | Les Escaldes        | Escaldes-Engordany  |

### Stadion
De wedstrijden in de Primera Divisió worden gespeeld op een accommodatie die door de Andorrese voetbalbond beheerd wordt. Dit seizoen werden de wedstrijden gespeeld in het Camp d'Esports d'Aixovall.
| Accommodatie              | Capaciteit | Plaats   | Parochie            |
| ------------------------- | ---------- | -------- | ------------------- |
| Camp d'Esports d'Aixovall | 1.000      | Aixovall | Sant Julià de Lòria |

## Ranglijst
Titelverdediger CE Principat verloor de eerste wedstrijd met 5-0 van Constel·lació Esportiva. Deze ploeg was samen met FC Santa Coloma de enige ploeg die hun eerste twee duels wist te winnen. Constel·lació Esportiva won ook de daaropvolgende wedstrijden zonder tegendoelpunt: in de zesde speelronde was FC Encamp de eerste ploeg die een doelpunt wist te maken tegen Constel·lació Esportiva, hoewel Encamp wel met 1-2 verloor.
Na de zevende speelronde (halverwege de competitie) vond de winterstop plaats. Constel·lació Esportiva was op dat moment koploper met de maximale 21 punten. FC Santa Coloma had daarna het minste verliespunten (vijf), maar omdat ze twee wedstrijden minder hadden gespeeld stonden ze in het klassement elf punten achter. Tijdens de winterstop trok CE Benito - zevende in de stand - zich terug. Hun behaalde resultaten vervielen. Dit was vooral in het voordeel van Sporting Club d'Escaldes, de enige ploeg die niet had weten te winnen van Benito.
De competitie werd in maart hervat met de nog te spelen inhaalduels. FC Santa Coloma won deze allebei, waardoor ze stevig op de tweede plaats kwamen te staan. In april begon de tweede seizoenshelft. Koploper Constel·lació Esportiva won met 6-2 van Principat. Dit bleek uiteindelijk de enige wedstrijd waarin ze meerdere tegendoelpunten kregen. Op 14 mei verzekerden ze zich uiteindelijk van het kampioenschap door UE Sant Julià te verslaan. De twee resterende wedstrijden won Constel·lació Esportiva ook, waardoor ze landskampioen werden met louter overwinningen. Santa Coloma eindigde met acht punten minder op de tweede plaats en Inter Club d'Escaldes werd derde.
De zevende plaats was voor Sporting Club d'Escaldes. Zij behaalden uiteindelijk vijf punten en zouden oorspronkelijk degraderen. Omdat Constel·lació Esportiva het volgende seizoen uit de competitie werd verbannen mocht Sporting Club d'Escaldes volgend seizoen uiteindelijk toch aantreden op het hoogste niveau.

### Eindstand
|    | club                     | Sp. | W  | F | V  | Pnt. | DV | DT | DS  |
| -- | ------------------------ | --- | -- | - | -- | ---- | -- | -- | --- |
| 1. | Constel·lació Esportiva  | 12  | 12 | 0 | 0  | 36   | 70 | 6  | +64 |
| 2. | FC Santa Coloma          | 12  | 9  | 1 | 2  | 28   | 34 | 10 | +24 |
| 3. | Inter Club d'Escaldes    | 12  | 6  | 2 | 4  | 20   | 24 | 25 | –1  |
| 4. | FC Encamp                | 12  | 5  | 2 | 5  | 17   | 33 | 28 | +5  |
| 5. | UE Sant Julià            | 12  | 3  | 1 | 8  | 10   | 23 | 36 | –13 |
| 6. | CE Principat             | 12  | 2  | 0 | 10 | 6    | 16 | 41 | –25 |
| 7. | Sporting Club d'Escaldes | 12  | 1  | 2 | 9  | 5    | 12 | 66 | –54 |
| 8. | CE Benito                | 7   | 1  | 0 | 6  | 3    | 5  | 27 | –22 |

### Legenda
| Kleur | Kwalificatie voor                                         |
| ----- | --------------------------------------------------------- |
|       | Eerste voorronde UEFA Cup + geen deelname volgend seizoen |
|       | Degradatie naar de Segona Divisió (later teruggedraaid)   |
|       | Teruggetrokken, behaalde resultaten geschrapt             |

### Uitslagen
|                          | Ben   | CEs   | Enc    | Int   | Pri   | SJu   | SCo   | SCE    |
| ------------------------ | ----- | ----- | ------ | ----- | ----- | ----- | ----- | ------ |
| CE Benito                |       |       | 0 - 3  | 1 - 7 |       |       |       | 2 - 0  |
| Constel·lació Esportiva  | 7 - 0 |       | 10 - 0 | 2 - 0 | 6 - 2 | 5 - 0 | 2 - 1 | 11 - 0 |
| FC Encamp                |       | 1 - 2 |        | 1 - 2 | 7 - 2 | 2 - 2 | 1 - 3 | 5 - 3  |
| Inter Club d'Escaldes    |       | 1 - 8 | 1 - 1  |       | 3 - 1 | 2 - 1 | 0 - 6 | 5 - 1  |
| CE Principat             | 1 - 0 | 0 - 5 | 0 - 4  | 0 - 5 |       | 2 - 3 | 0 - 3 | 1 - 0  |
| UE Sant Julià            | 3 - 2 | 0 - 8 | 0 - 4  | 2 - 5 | 1 - 0 |       | 0 - 2 | 11 - 0 |
| FC Santa Coloma          | 6 - 0 | 0 - 2 | 2 - 0  | 2 - 0 | 4 - 1 | 3 - 1 |       | 6 - 1  |
| Sporting Club d'Escaldes |       | 1 - 9 | 1 - 7  | 0 - 0 | 0 - 7 | 3 - 2 | 2 - 2 |        |

## Positieverloop per club
Enkele duels van speeldag 1 en 6 vonden later plaats. Deze wedstrijden zijn hieronder meegeteld bij de speelronde die direct na het inhaalmoment werd gespeeld.
| Club                     | 1 | 2 | 3 | 4 | 5 | 6 | 7 | 8 | 9 | 10 | 11 | 12 | 13 | 14 |
| ------------------------ | - | - | - | - | - | - | - | - | - | -- | -- | -- | -- | -- |
| Constel·lació Esportiva  | 1 | 1 | 1 | 1 | 1 | 1 | 1 | 1 | 1 | 1  | 1  | 1  | 1  | 1  |
| FC Santa Coloma          | 5 | 4 | 3 | 4 | 4 | 5 | 4 | 2 | 2 | 2  | 2  | 2  | 2  | 2  |
| Inter Club d'Escaldes    | 3 | 2 | 5 | 3 | 3 | 2 | 3 | 3 | 3 | 3  | 3  | 3  | 3  | 3  |
| FC Encamp                | 5 | 3 | 2 | 2 | 2 | 3 | 2 | 4 | 4 | 4  | 4  | 4  | 4  | 4  |
| UE Sant Julià            | 2 | 5 | 4 | 5 | 5 | 4 | 5 | 5 | 5 | 5  | 5  | 5  | 5  | 5  |
| CE Principat             | 8 | 8 | 7 | 8 | 7 | 6 | 6 | 6 | 6 | 6  | 6  | 6  | 7  | 6  |
| Sporting Club d'Escaldes | 3 | 6 | 6 | 7 | 8 | 8 | 8 | 7 | 7 | 7  | 7  | 7  | 6  | 7  |
| CE Benito                | 7 | 7 | 8 | 6 | 6 | 7 | 7 | – | – | –  | –  | –  | –  | –  |